# Rovišće
Rovišće (mađarski: Rojcsa, češki: Roviště, latinski: Rvucha) općina je u Hrvatskoj. Nalazi se u Bjelovarsko-bilogorskoj županiji.

## Općinska naselja
Općinska naselja su: Domankuš, Gornje Rovišće, Kakinac, Kovačevac, Kraljevac, Lipovčani, Podgorci, Predavac, Prekobrdo, Rovišće, Tuk, Žabjak

## Zemljopis
Općina Rovišće nalazi se na prometnom pravcu Bjelovar – Zagreb. Naselje Rovišće, koje je administrativno sjedište Općine, od Bjelovara je udaljeno prema zapadu 12 km, a od Zagreba 72 km. 2 km zapadno od naselja Rovišće teče Velika rijeka te njene pritoke Konjska rijeka i Rijeka okružuju naselje. 
Kroz naselje prolazi i željeznička pruga prema Zagrebu. Općina leži na padinama Bilogore koji se pruža od sjevera prema jugu.

## Stanovništvo

### Rovišće (naseljeno mjesto)
- 2001. – 1272
- 1991. – 1253 (Hrvati – 1179, Srbi – 23, Jugoslaveni – 14, ostali – 37)
- 1981. – 1156 (Hrvati – 1023, Jugoslaveni – 66, Srbi – 26, ostali – 41)
- 1971. – 1187 (Hrvati – 1059, Srbi – 42, Jugoslaveni – 22, ostali – 64)

## Povijest
Prema predaji u povelji iz 1255. godine, kralj Koloman (1102. – 1116.) podijelio je povlastice stanovnicima Rovišća, no tokom vremena su se te povlastice zaboravile i trebalo ih je istražiti, obnoviti i ustanoviti. Ta predaja je uvelike vjerojatna ako se uzme u obzir, da je Koloman često potvrđivao razne povlastice selima u Hrvatskoj.
Iz te se povelje vidi da u prostorima sjeverne Hrvatske postoje manja upravna područja, upravno-političke župe (županije). Postojale su u Zagrebu, Čazmi, Kalniku, Rovišću itd.
Službeno, u sačuvanim dokumentima, Rovišće se prvi put spominje 1232. godine. Koloman (kralj Rusina i vojvoda Slavonije) darovnicom iz te godine posjed Konjsku daruje stanovnicima Rovišća, Dragi i Dragecu, posjed su mogli naslijediti i njihovi potomci.[nedostaje izvor]
U povelji iz 1255. stoji da je ban Stjepan došao ustanoviti već zaboravljene povlastice. Istragom se ustanovilo da su u Rovišću živjele dvije skupine stanovništva, predijalci (imali su povlastice), i kastrenzi (bez povlastica). U to doba četiri su obitelji uživale povlastice (Scenta, Stoyk, Drayn, Jak). Novom istragom ustanovljeno je da zapravo ima mnogo više, čak 60 obitelji predijalaca. No njima povlastice nisu vraćene; borili su se za njih, neki uspješno, a neki ne.
Ovo selo od samog osnutka ima važnu funkciju za ovaj dio Hrvatske. U 12. i 13. stoljeću ima status tvrđe-grada i župsko je središte.[nedostaje izvor]

## Gospodarstvo
Osnova na kojoj se temelji gospodarstvo Rovišća, ali i okolnih sela jest primarni sektor. 
Što se poljoprivrede tiče pretežno se uzgaja puno različitih kultura na malim površinama. Problem koji se javlja u većine vlasnika posjeda je taj da su im parcele raspršene, što znatno otežava i povećava troškove kvalitetne proizvodnje.
Na malim parcelama seljak će uzgajati različite kulture radi veće rentabilnosti. Uzgajaju se razne vrste povrća (paprike, rajčice, kupušnjače, mahunarke…) i voća (jabuke, kruške, jagode, lubenice, breskve, maline…). 
Od velike važnosti je i stočarstvo od kojeg živi skoro polovica stanovništva. Svinjogojstvo je najraširenije, a glavno trgovište, sajam, na kojem se stoka prodaje jest Lanište. Već tradicionalno najveći promet ima ponedjeljkom kad dolazi velik broj kupaca iz Dalmacije. Uz svinjogojstvo i govedarstvo, koje je tkđ. važno, u posljednje vrijeme nastaje znatan broj peradarskih farmi. 
Treba napomenuti da Rovišće ima i ribnjačarskih potencijala koji nisu iskorišteni. Tako postoji uz kanal Konjsku mnoštvo malih ribnjaka napravljenih da se spriječi naplavljivanje koje bi onemogućilo obradu tla.
Rovišće je industrijski nerazvijeno što govori činjenica da ne pripada ni varaždinskoj ni zagrebačkoj industrijskoj zoni, ali jedan dio pučanstva migrira u prostore tih zona.[nedostaje izvor]

## Spomenici i znamenitosti
- Crkva Presvetog Trojstva
- Kapela sv. Vida u Predavcu
- Crkva Svete Petke u Podgorcima

## Poznate osobe
- Ratko Perić, mostarsko-duvanjski biskup, rođen u selu Tuk
- Željko Tanjić, doktor teologije, prvi rektor Hrvatskoga katoličkoga sveučilišta, direktor Kršćanske sadašnjosti od 2009. do 2011.
- Mile Ćuk, general, pobočnik predsjednika dr. Franje Tuđmana
- Kristina Anđelka Đopar, operna pjevačica
- Željko Ledinski, političar i šumarski stručnjak
- Petar Biškup Veno, narodni heroj NOB-a

## Obrazovanje
- Škola u Rovišću, osnovana 1830. godine.[7]

## Šport
U Rovišću postoji:
- nogometni klub "Rovišće",
- taekwondo klub "Laudam",
- šahovski klub "Ivan Dvoržak"[8]

## Vanjske poveznice
- Službene stranice Općine Rovišće